# Флаг Великобритании
Флаг Великобритании (британский флаг, «Юнион Джек») — один из государственных символов современного государства Соединённое Королевство Великобритании и Северной Ирландии (с 1922 г.), а также ряда исторических государств со столицей в Лондоне, включавших земли острова Великобритания:
- Союз независимых королевств Англии и Шотландии (в 1603—1649 и 1660—1707 гг.);
- Английское содружество (впоследствии переименованное в Содружество Англии, Шотландии и Ирландии) (в 1649—1660 гг.);
- Королевство Великобритания (в 1707—1800 гг.);
- Соединённое Королевство Великобритании и Ирландии (в 1801—1927 гг.);
- Британская империя (в 1603—1997 гг.).

За время своего существования британский флаг видоизменялся и имел ряд различных вариантов рисунка. Современный британский флаг представляет собой синее прямоугольное полотнище с изображением красного прямого креста в белой окантовке, наложенного поверх белого и красного косых крестов. Согласно Геральдической палате, официально утверждены две разные пропорции: суда в море используют флаг с измерением ширины к длине 1:2, а флаг, используемый на суше, обычно имеет измерение ширины к длине 3:5.
Официальные наименования:
- «Юнион Джек» (англ. Union Jack) — «Союзный гюйс»;
- Или «Юнион Флэг» (англ. Union Flag) — «Союзный флаг».

| Флаг Св. Георгия (Англия) Флаг Св. Андрея (Шотландия) Великобритания Флаг Св. Патрика (Ирландия) Соединённое Королевство |
| История появления и изменения «Юнион Джека»                                                                              |

Флаг, принятый 12 апреля 1606 года

Шотландский вариант флага. Ограниченно использовался в 1606—1707 годах

Первый флаг Английского Содружества в 1649—1651 годах

Второй флаг Английского Содружества, первый флаг Содружества Англии, Шотландии и Ирландии во времена Кромвеля в 1651—1658 годах

Штандарт Оливера Кромвеля в 1653—1659 годах

Второй флаг Содружества Англии, Шотландии и Ирландии с 1658 по 1660

## История

### Кресты святого Андрея и святого Георгия
Флаг Великобритании ведёт свою историю с 1603 года, когда король Шотландии Яков VI унаследовал престол Англии и стал английским королём под именем Якова I. При этом союз между Англией и Шотландией носил характер личной унии, и они оставались независимыми государствами. 12 апреля 1606 года был утверждён новый флаг союза государств: на шотландский флаг святого Андрея (белый косой крест на синем фоне) был наложен английский флаг святого Георгия (красный крест на белом фоне).
Первоначально флаг использовался только на море как военными, так и торговыми кораблями обеих стран. 5 мая 1634 года его было предписано использовать только военным судам в качестве гюйса. Отсюда и его обиходное наименование «Юнион Джек» — букв. «Союзный гюйс» («jack» по-английски — носовой флаг корабля или судна) или «Союзный флаг», в то время как торговые суда должны были поднимать флаги святого Георга (английские) или святого Андрея (шотландские). При этом наземные войска продолжали использовать знамёна своих стран. В Шотландии имел некоторое распространение национальный вариант флага, в котором белый крест святого Андрея располагался поверх красного английского креста.

### Варианты флагов времён Английского содружества
В 1649 году английская монархия была упразднена, король Карл I Стюарт казнён, Англия стала республикой и, вместе со своими колониями, провозглашена Английским содружеством. К концу 1649 года в состав Английского содружества силой включена Ирландия. В период с 1649 по 1651 год в качестве единого флага для Англии и Ирландии стал использоваться флаг, состоящий из флага Англии в левой части и золотой ирландской арфы на синем поле — в правой. В 1651 году, после окончательной победы в гражданской войне, Оливер Кромвель присоединил к своему государству и Шотландию. Поскольку Юнион Джек 1606 года ассоциировался со свергнутой монархией, то, несмотря на то, что Англия и Шотландия стали единым государством, флаг 1606 года не только не стал официальным, но и был запрещён к использованию военным флотом, где вместо него стал использоваться флаг Англии. С 1651 года Английским содружеством стал использоваться флаг, состоящий из двух флагов Англии по диагонали к двум флагам Шотландии. В 1653 году была принята конституция Содружества Англии, Шотландии и Ирландии, вводящая должность лорд-протектора. Им стал Оливер Кромвель, в 1655 году принявший штандарт, представляющий собой флаг 1651 года, где один из шотландских флагов заменён на ирландскую арфу в синем поле, а в середину добавлен личный герб Кромвеля. Данный флаг полностью дублировался на гербе Содружества до 1659 года. В 1658 году Кромвель умер, а Юнион Джек вновь получил официальный статус, при этом в его центр была добавлена ирландская арфа. Это был единственный период в истории, когда Ирландия была представлена на Юнион Джеке настоящим национальным символом Ирландии, в отличие от версии 1801 года, где в этих целях стал использоваться флаг Святого Патрика, имеющий сомнительное происхождение и малую популярность. В 1660 году монархия была восстановлена, а Юнион Джек вернулся к первоначальному виду (без ирландской арфы) и в прежнем статусе «союзного флага» отдельных государств Англии и Шотландии, объединённых личной унией.
После принятия в 1707 году Акта об Унии, объединившего оба королевства в единое Королевство Великобритании, Юнион Джек стал флагом нового государства.

### Крест святого Патрика
1 января 1801 года с принятием Акта об объединении Великобритании и Ирландии было образовано Соединённое Королевство Великобритании и Ирландии. К Юнион Джеку, существовавшему прежде, был добавлен символ Ирландии — крест святого Патрика (красный косой крест на белом фоне). При этом белый шотландский и красный ирландский крест пересекаются определённым образом. Из-за расположения относительно друг друга крестов святого Патрика и святого Андрея флаг Великобритании несимметричен. Для того, чтобы ни один из косых крестов не занимал господствующего положения, перекладины креста святого Патрика выполнены более узкими и смещены относительно центра флага ближе к левому краю перекладин креста святого Андрея.
В таком виде флаг Великобритании дошёл до наших дней. Синий цвет современного шотландского флага светлее синего цвета, используемого в Юнион Джеке. В Уэльсе периодически раздаются призывы поместить на флаг красного дракона, национальный символ Уэльса, дабы избежать «дискриминации» этой части Соединённого Королевства.

## Порядок использования флага
В Великобритании Юнион Джек может быть поднят любым человеком или организацией в любой день по своему выбору.

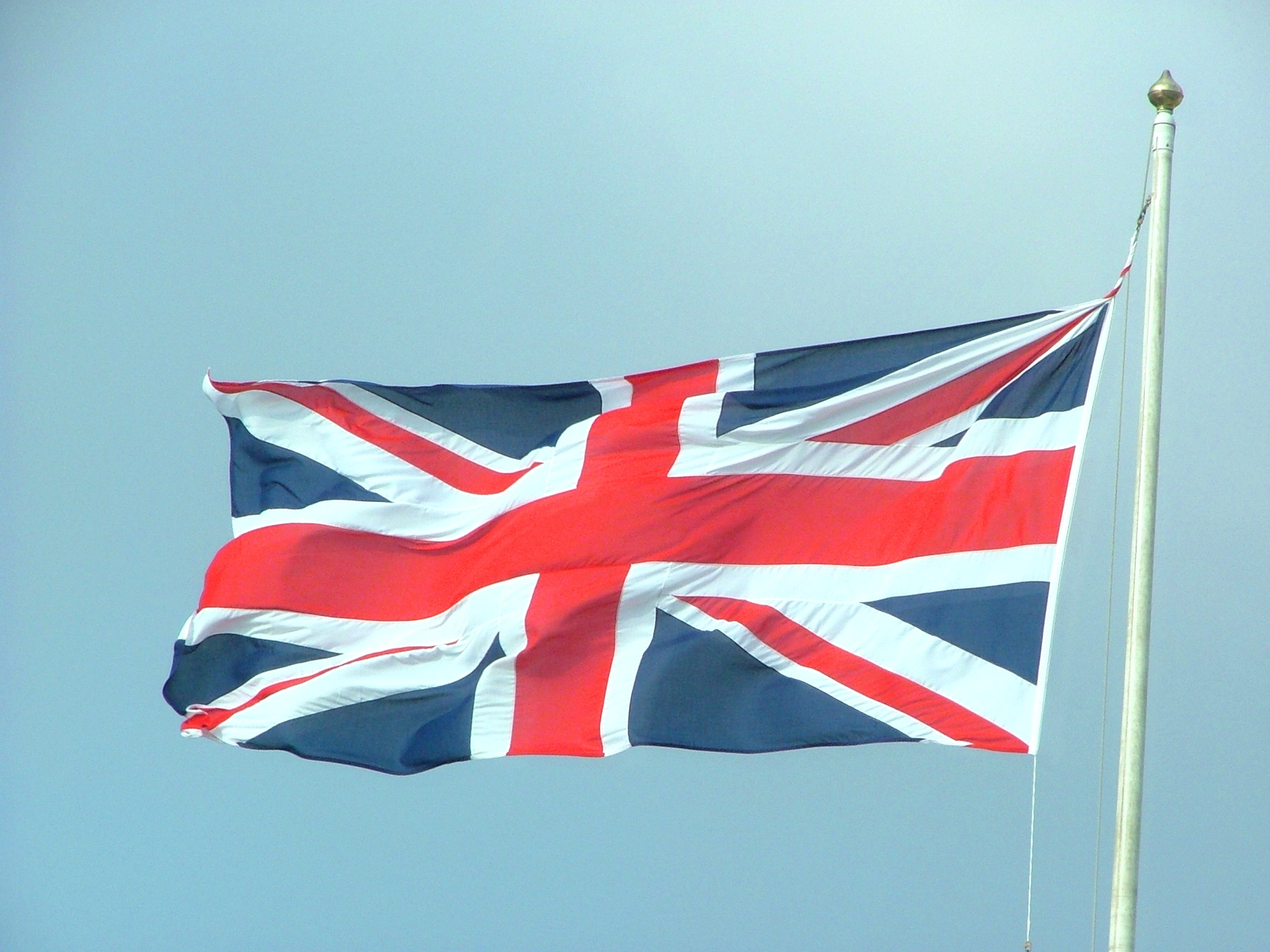
Флаг Соединённого Королевства. Древко справа

### Расположение вверх ногами
Рисунок флага является симметричным, кроме смещённых красных диагональных линий относительно белых диагоналей. Белые линии выше и ниже диагонали красного цвета имеют разную ширину. На стороне, которая ближе к древку (находится слева на графическом изображении флага и справа на фотографии), белые линии над красными диагоналями шире, а под ними — у́же; на стороне, которая дальше от древка (справа на графическом изображении флага и слева на фотографии), более широкие белые линии располагаются под красными диагоналями, а узкие — над ними.
Другими словами рисунок флага описывается так: если древко слева от флага, то при обходе по часовой стрелке белые широкие диагональные линии должны располагаться после красных диагональных; если древко справа от флага (см. на фотографии), то расположение белых широких после красных диагональных должно быть при обходе против часовой стрелки.

Вертикальная ориентация

Таким образом, кажущийся на первый взгляд осесимметричным, британский флаг таковым не является: он имеет ближнюю и дальнюю к древку стороны, а также верхнюю и нижнюю стороны. Если переместить древко на противоположную сторону флага (поворот на 180° вокруг вертикальной оси), то ближняя и дальняя стороны поменяются местами и при этом меняются местами верхняя и нижняя стороны, то есть флаг оказывается перевёрнутым.
При повороте флага на 180° вокруг горизонтальной оси меняются местами верх и низ флага, флаг будет в перевёрнутом положении. При этом у древка будет находиться дальняя сторона флага, а на месте дальней — ближняя сторона.
Для того, чтобы рисунок флага совпал с каноническим рисунком, нужно совершить оба описанных поворота.
При этом британский флаг является центральносимметричным — никакие изменения не произойдут при повороте флага в плоскости рисунка (вокруг оси, перпендикулярной плоскости рисунка) на 180 градусов вокруг центральной или любой другой точки.
Размещение флага «вверх ногами» считается оскорблением величества и в определённой степени может быть наказуемо. Однако он может быть поднят в перевёрнутом виде в качестве сигнала бедствия. Также в таком виде флаг иногда использовался во время англо-бурской войны и индийских походов в конце XVIII века.

### На правительственных зданиях
До июля 2007 года союзный флаг поднимался только над государственными учреждениями, учреждениями Министерства обороны и зданиями, где находятся члены королевской семьи, в дни, количество которых в году строго определялось. Это правило не распространялось на частные дома, здания корпораций и местных органов власти.
3 июля 2007 года министр юстиции Великобритании Джек Стро вынес на обсуждение в парламенте наряду с другими вопросами предложение, смягчающее ограничения по поднятию флага над правительственными зданиями и предполагающее поднятие флага на правительственных зданиях в любой день.
Два дня спустя премьер-министр Великобритании Гордон Браун объявил, что с немедленным вступлением в силу предложения Стро Флаг Союза каждый день будет подниматься над главным входом его резиденции на Даунинг-стрит, 10. По его мнению, это должно повысить национальное самосознание граждан страны. Позднее флаг стал подниматься над всеми правительственными зданиями на Уайтхолле.
Джеймс Пернелл — министр культуры с июня 2007 года по январь 2008 года в администрации Брауна — впоследствии согласился с отменой ограничений в ожидании проведения долгосрочных согласительных консультаций.
Окончательно решение о предоставлении департаментам правительства Великобритании права самостоятельно поднимать государственный флаг на своих зданиях было принято в указаниях от 25 марта 2008 после проведения согласительных консультаций.
Поднятие союзного флага вне территории военных гарнизонов регулируется ведомственным циркуляром от 2012 года.

### Дни флага
Согласно королевскому приказу от 1975 года, флаг Великобритании вывешивается в местах расположения военных гарнизонов вооружённых сил в дни рождения членов королевской семьи, годовщину свадьбы Монарха, День Содружества, День Присоединения, День Коронации, Официальный день рождения короля, Памятное Воскресение и в дни Церемонии открытия парламента, Заседания парламента.
- 9 января — день рождения принцессы Уэльской;
- 20 января — день рождения графини Уэссекской;
- 19 февраля — день рождения герцога Йоркского;
- второе воскресенье марта — День Содружества;
- 10 марта — день рождения графа Уэссекского;
- 9 апреля — годовщина свадьбы короля и королевы-консорта;
- вторая суббота июня — Официальный день рождения короля;
- 21 июня — день рождения принца Уэльского;
- 17 июля — день рождения королевы-консорта;
- 15 августа — день рождения королевской принцессы;
- 8 сентября — годовщина начала правления короля (с 2022);
- второе воскресение ноября — Памятное воскресенье[англ.];
- 14 ноября — день рождения короля.

Кроме того, в следующих областях флаг должен быть поднят в указанные дни:
- Уэльс — 1 марта — День святого Давида;
- Северная Ирландия — 17 марта — День святого Патрика;
- Англия — 23 апреля — День святого Георгия;
- Шотландия — 30 ноября — День Святого Андрея;
- Большой Лондон — день открытия или закрытия парламента.

### Приспуск флага
Союзный флаг должен быть приспущен на общественных зданиях (так, чтобы его верхний край располагался на высоте в 2/3 от общей высоты флагштока) в следующих ситуациях:
- В день смерти монарха (исключение сделано для Дня провозглашения[англ.] — дня, когда провозглашается новый монарх, и флаг вывешивается на полную высоту мачты с 11 утра до заката);
- В день похорон членов британской королевской семьи;
- Во время похорон главы иностранного государства;
- Во время похорон бывшего премьера-министра Великобритании;
- А также в специальных случаях по решению монарха.

### В Шотландии

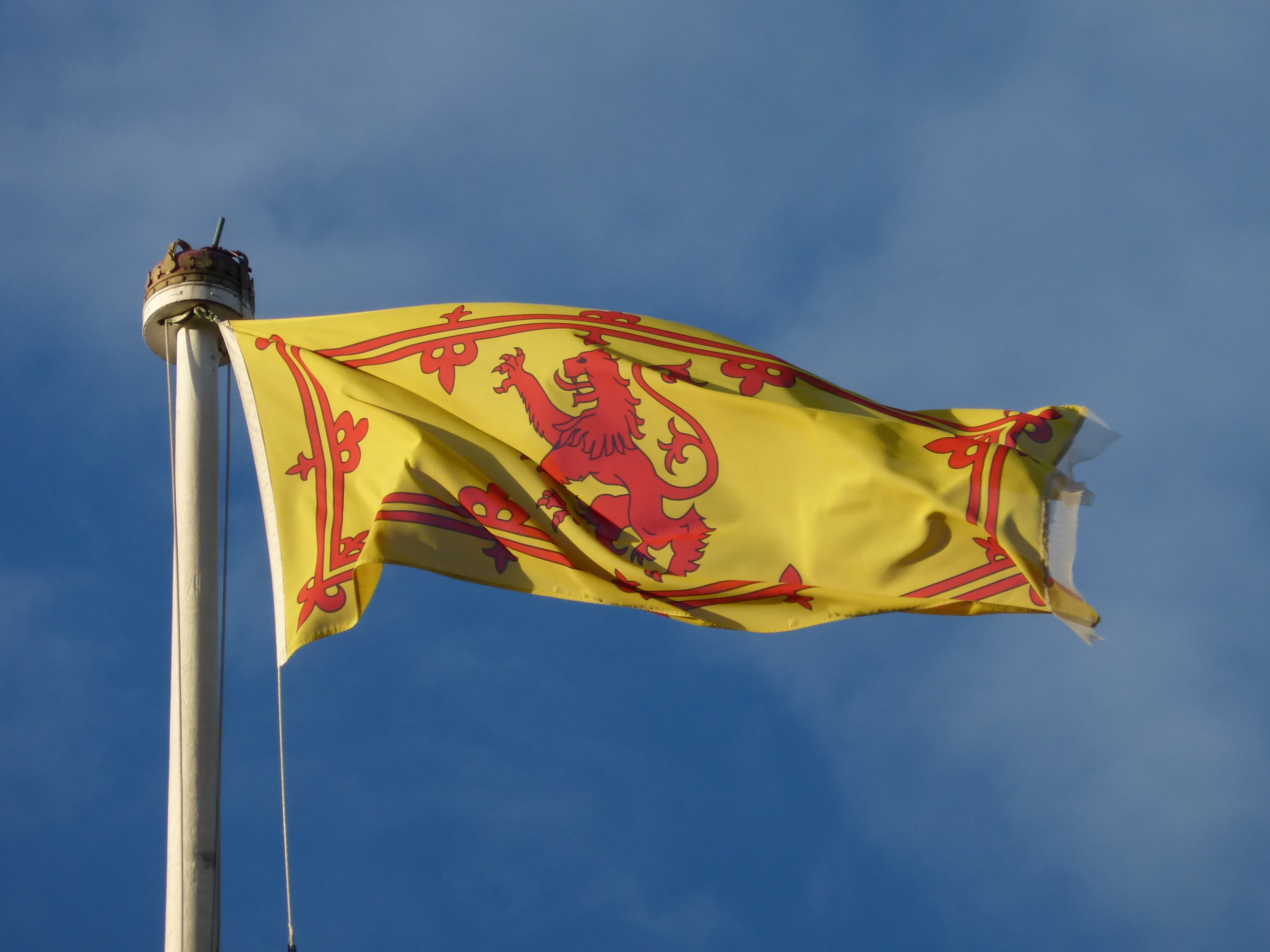
Королевский штандарт Шотландии над дворцом Холируд в Эдинбурге

В соответствии с постановлением правительства Шотландии от 2010 года, национальный флаг Шотландии («Андреевский крест») должен подниматься над всеми правительственными зданиями с 8 утра и до заката. Однако официальной политики поднятия флагов Шотландии и Соединённого Королевства другими учреждениями и частными лицами не было установлено. Одновременно с этим, с разрешения монарха Великобритании и в соответствии с ранее принятым актом парламента от 1762 года, личным королевским штандартом, используемым в Шотландии с 2010 года, является Шотландский королевский штандарт. Исключением являются «национальные праздники» Великобритании. В эти дни в том случае, если у правительственного здания Шотландии имеется лишь один флагшток, Андреевский крест должен быть спущен и заменён флагом Великобритании, а если здание имеет более одного флагштока, флаг Соединённого Королевства вывешивается одновременно с шотландским. Этими днями являются те же дни поднятия флага, что указаны выше, за исключением:
- Второго воскресенья марта — Дня Содружества;
- 9 мая — Дня Европы;
- 3 сентября — Дня Торгового флота[англ.];
- 30 ноября — дня Святого Андрея.

В эти указанные дни флаг Великобритании вообще не поднимается. В эти дни в том случае, если у здания имеется лишь один флагшток, на нём вывешиваются флаги соответствующего дня (флаг Содружества, флаг Торгового флота, флаг Святого Андрея). А если здание имеет более одного флагштока, флаги дня вывешиваются одновременно с шотландским.

### В Северной Ирландии

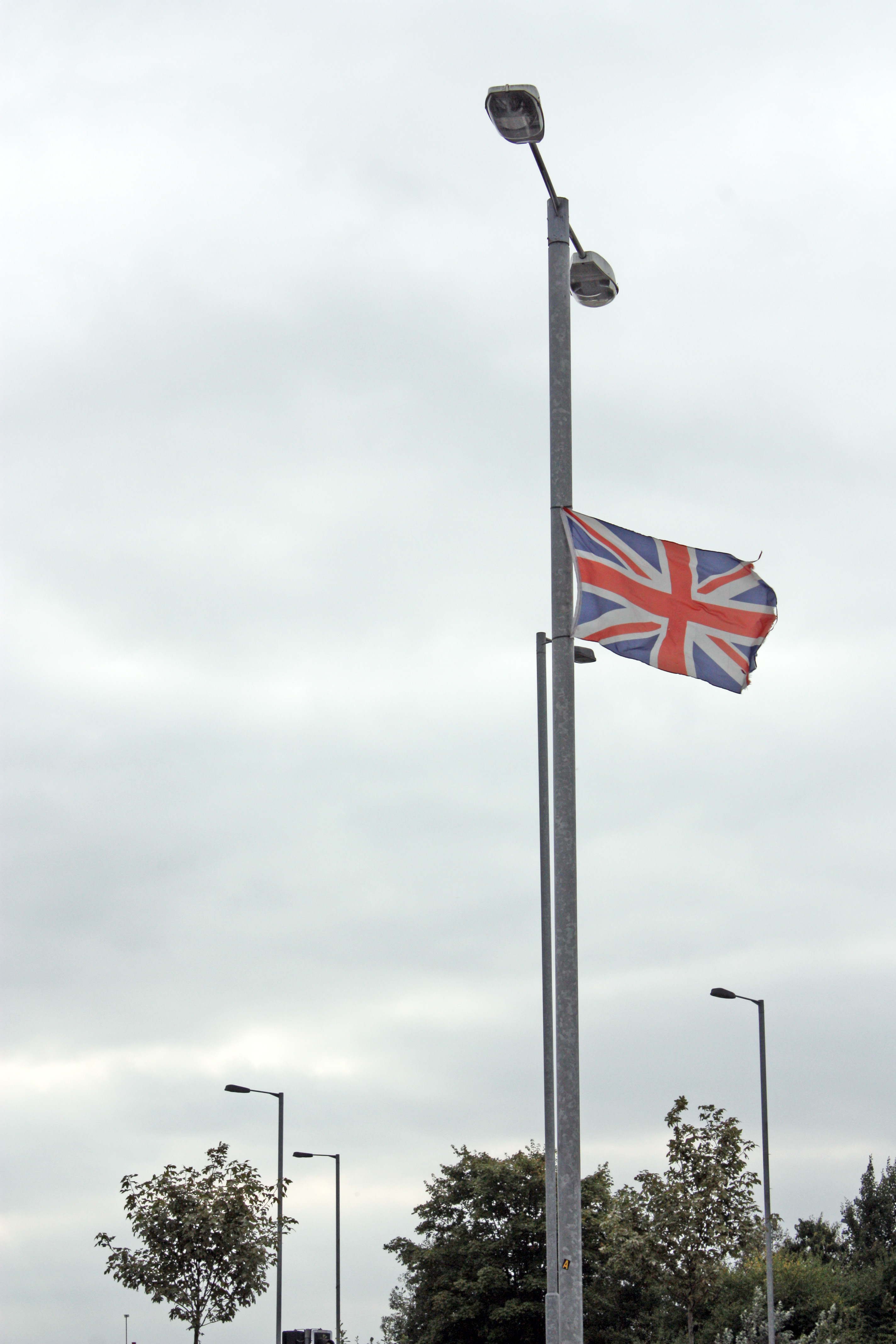
Флаг Союза на выставке Портадаун в Северной Ирландии, сентябрь 2009

В Северной Ирландии было юридически ограничено использование флага на правительственных зданиях. Данное ограничение действовало вплоть до июня 2007 года.
В Северной Ирландии «Юнион Джек» стал вывешиваться на зданиях министерства по делам Северной Ирландии после постановлений, опубликованных в 2000 году[уточнить].
В 2002 году в постановление были внесены поправки, которые упразднили требование вывешивать флаг по случаю дня рождения Королевы-матери и графини Сноуден, которые умерли в том же году.
Современные дни флага в Северной Ирландии совпадают с днями правительства Соединённого Королевства, упомянутыми выше, за исключением дня рождения герцогини Корнуэльской, который стал днём флага в Соединённом Королевстве после его свадьбы с герцогом Уэльским в 2005 году и ещё не распространялся на Северную Ирландию.
Полиция Северной Ирландии — это единственный орган в Соединённом Королевстве, которому не разрешено вывешивать Юнион Джек и позволено лишь поднимать флаг службы или королевский штандарт в дни флага или при посещении монархом.

Британский королевский штандарт, используемый везде, кроме территории Шотландии
Британский королевский штандарт, используемый в Шотландии[35]

### В Канаде

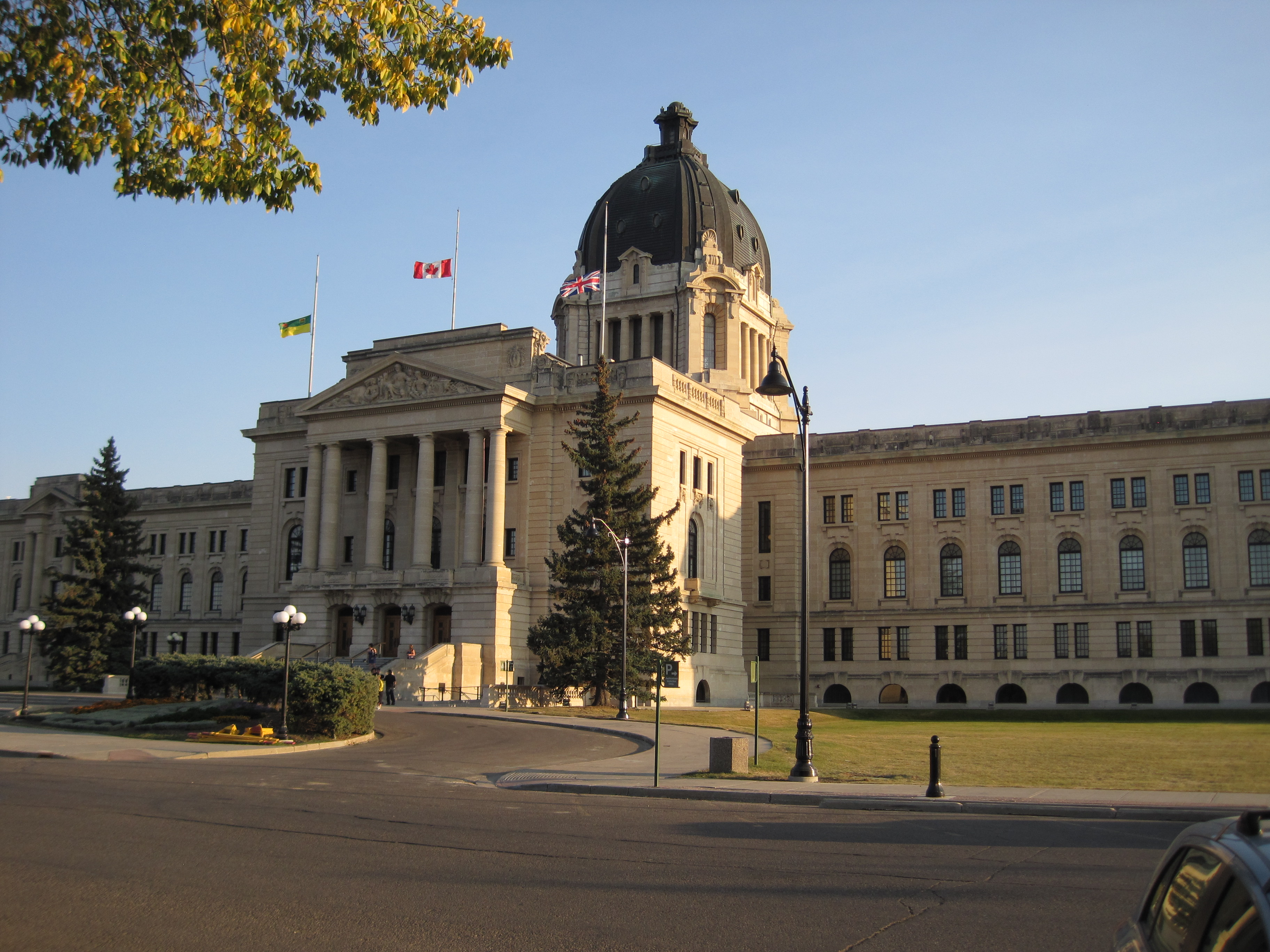
Флаг Великобритании (справа) на здании Законодательного собрания Саскачевана в Реджайне, Канада. 2012 год

Помимо национального флага с кленовым листом, в Канаде в определённых случаях используется флаг Великобритании, как символ членства Канады в Содружестве наций и верности Короне. Правила требуют, чтобы федеральные объекты вывешивали флаг Великобритании рядом с национальным флагом Канады, когда это физически возможно, с использованием второго флагштока в следующие дни: День Содружества (второй понедельник марта), День Виктории и годовщина Вестминстерского статута (11 декабря). 

## Возможные изменения

### Внесение валлийского дракона или креста Святого Давида
В ноябре 2007 года тогдашний министр культуры Маргарет Ходж заявила во время дебатов в Палате общин, над которой поднят «Юнион Джек», что рассмотрит помещение на этот флаг Валлийского дракона. Сначала вопрос был поднят Яном Лукасом, другим депутатом от Лейбористской партии, который пожаловался на то, что флаг, введённый в 1606 году после восшествия шотландского короля Якова VI на английский трон (под именем Якова I), совместил крест Святого Георгия и косой Андреевский крест. Это продолжилось и в 1801 году, когда крест Св. Патрика был включён в состав флага после унии Великобритании и Ирландии 1800 года. Лукас утверждал, что мнение Уэльса не было учтено ещё в Законах Уэльса 1535-1542 годов. В дебатах депутат Альберт Оуэн произнёс следующую речь: «Мы, уэльсцы, не чувствуем себя частью „Юнион Джека“ из-за того, что дракон или крест святого Давида не являются его частью». Депутат от Консервативной партии Стюарт Джексон назвал эту реплику «эксцентричной».

Kroaz Du[англ.] (чёрный крест) - кельтский национальный флаг, использовавшийся бриттами и бретонцами, - основа флагов Св. Давида и Св. Пирана
Флаг Св. Давида - один из национальных символов Уэльса
Флаг Святого Пирана[англ.] - официальный флаг Корнуолла, исторической части Уэльса (т.н. Западный Уэльс)
Официальный флаг современного Уэльса (т.н. Северный Уэльс)
Один из предложенных вариантов включения символики Уэльса в флаг путём замены белого фона от Георгиевского креста жёлтым с флага Святого Давида

### В случае шотландской независимости
По состоянию на 2013 год были сделаны многочисленные предложения, как должен быть изменён флаг Союза Англии, Уэльса и Северной Ирландии после возможной шотландской независимости. Королевская геральдическая коллегия считала, что в новых обстоятельствах не пришлось бы менять флаг, поскольку существующий вариант флага можно было бы продолжать использовать по желанию. В 2012 году шотландская геральдическая палата Лорда Лайона заявила по поводу этого: «Когда проблемы появятся, тогда мы их и решим». 19 сентября 2014 года Шотландия проголосовала против независимости от Британии. Новый дизайн флага в настоящее время не актуален.

## В популярной культуре
Юнион Джек или Юнион Флэг, будучи де-факто государственным флагом Соединённого Королевства Великобритании, также служит патриотическо-национальным символом и может нести ассоциации с империализмом и милитаризмом.
Уинстон Черчилль писал о Юнион Джеке как о символе британского национализма и империализма. В марте 1899 года молодой Черчилль написал письмо своей матери из Индии по поводу её планов по созданию трансатлантического журнала The Anglo-Saxon Review. Рисованный набросок в конце этого письма был намеренно озорным, передразнивая намерение матери нацелиться на низовую часть рынка, а в сопровождающей записке он написал: «К твоему заголовку The Anglo-Saxon Review с девизом Кровь не водица только не хватает Юнион Джека и американского флага (гимна?) крест-накрест на обложке. Как раз бы сошло за дешёвую империалистическую продукцию Хармсворта».
Символика Флага Союза вошла в моду после британского вторжения 1960-х годов, наряду с американским звёздно-полосатым флагом. Заметный рост популярности флага был замечен на Кубе во время Летних Олимпийских игр 2012 года. Символика флага изображалась на одежде, на макияже, на татуировках и на причёске молодых людей.
Дизайн флага также используется в качестве иконки, обозначающей переход на английский язык при переключении клавиатуры. Ещё дизайн флага используется в одежде компании Reebok. Множество групп и исполнителей использовали дизайн британского флага для своих выступлений; начиная от рок-групп и исполнителей The Who, Фредди Меркьюри, Моррисси, Oasis, Iron Maiden, Def Leppard и заканчивая девичьей поп-группой Spice Girls.
Героическая символика флага, связанная с имперским прошлым Великобритании, нашла поэтическое отражение в стихотворении поэта-романтика Редьярда Киплинга «Английский флаг» (англ. The English Flag). На русский язык это стихотворение было переведено Е. Витковским.

## Проект объединённого флага Британской империи
В начале 1900-х годов было много призывов к Британской империи принять новый флаг, представляющий все её доминионы, колонии Короны, протектораты и территории. Такую роль уже выполнял Юнион Джек Соединённого Королевства, но в некоторых регионах империи начали формироваться отчётливые национальные идентичности, которые, казалось, уже не могли должным образом быть представлены только этим флагом. Например, после достижения самоуправления Канада использовала британский флаг, дополненный канадским гербом, в качестве флага, чтобы представлять себя на международном уровне. Другие регионы, такие как Австралия, Новая Зеландия и Южная Африка, начали использовать аналогичные флаги, поскольку они также получили автономию. Хотя «Юнион Джек» в кантоне этих флагов всё ещё ощущался естественным включением их преимущественно белых поселенцев, которые считали Соединённое Королевство своей родиной, становилось ясно, что растущий статус всех этих недавно возникших наций заслуживает внимания в той или иной форме. Это привело к созданию множества неофициальных флагов Империи, которые широко использовались с начала правления Георга V и до конца Второй мировой войны.

Один из первых объединённых флагов Империи (после 1910 года).
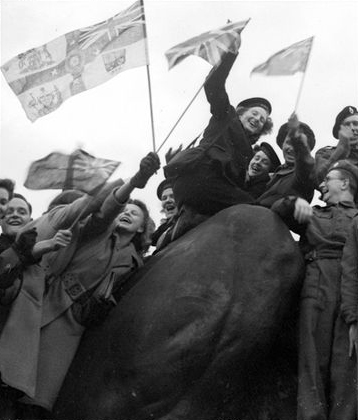
Флаг Империи изображён на первой полосе Daily Mirror в День Победы (1945 год).

## Галерея

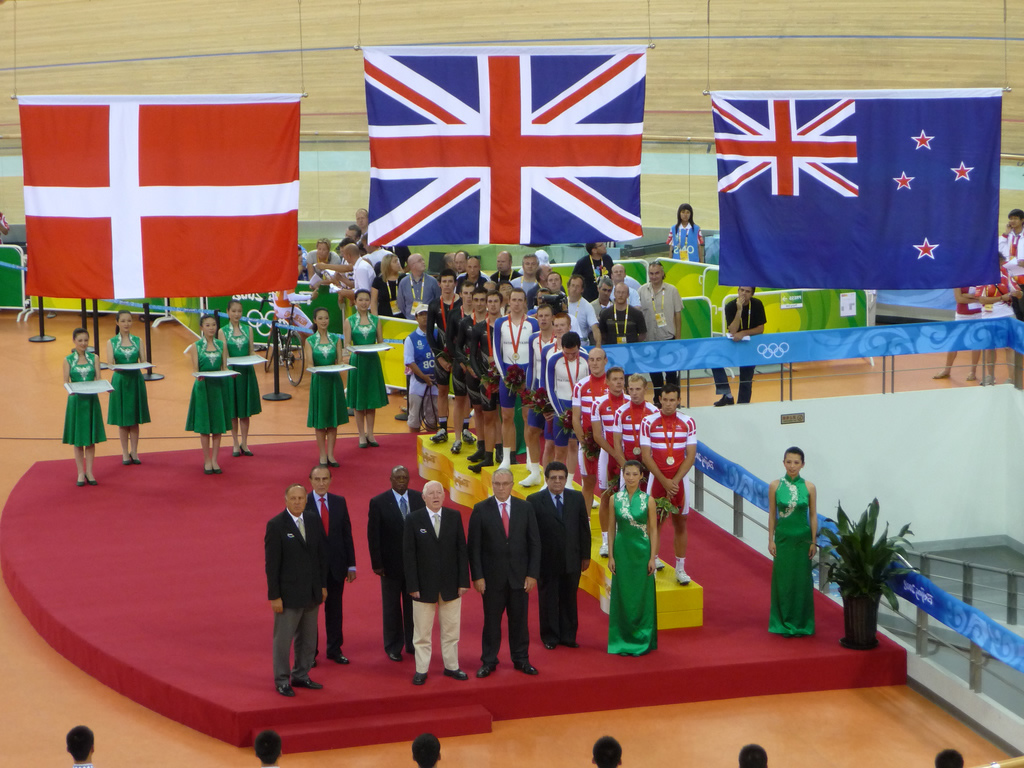
На летних Олимпийских играх в 2008 году. Пекин
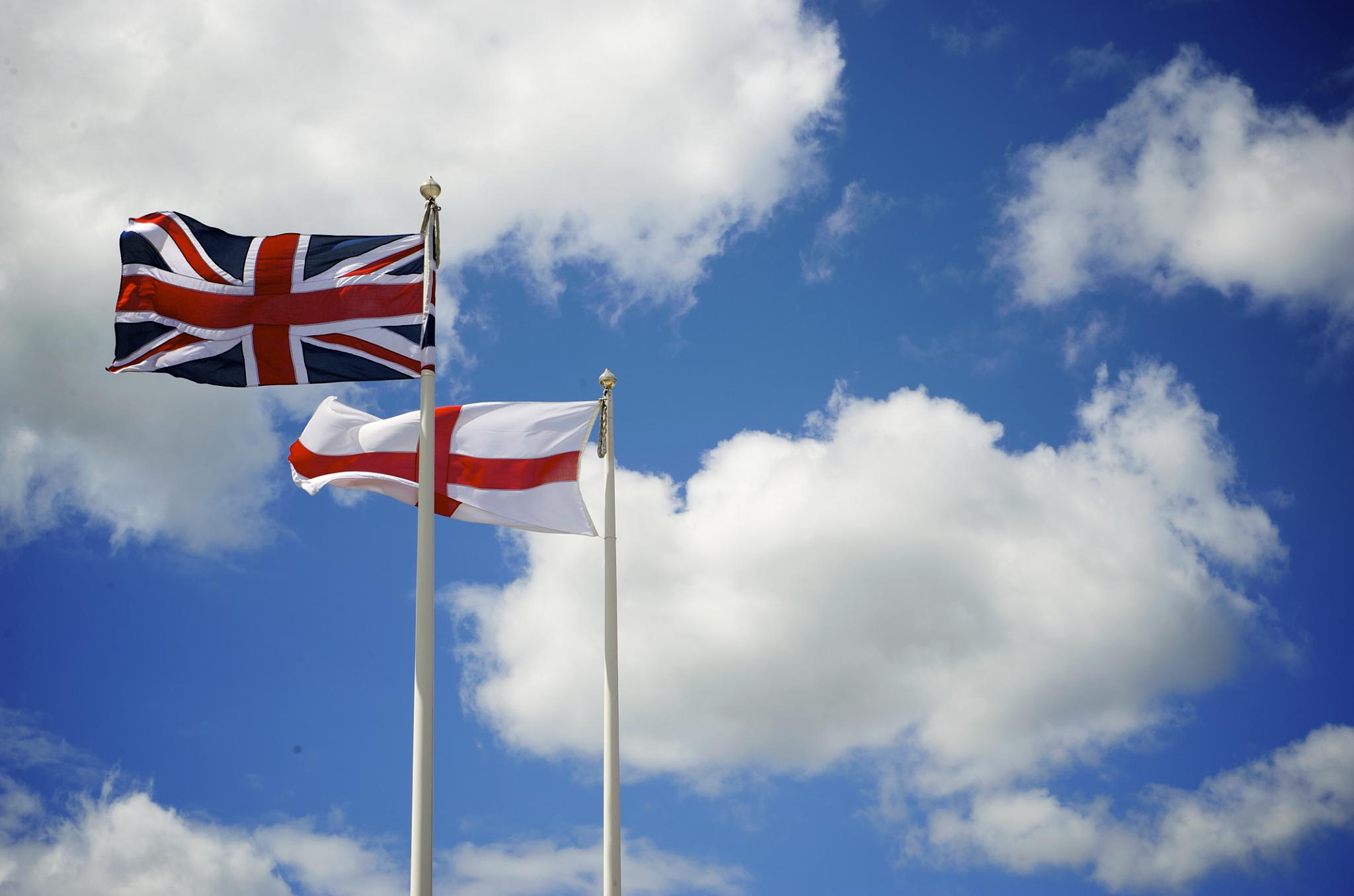
Флаг Англии вместе с флагом Союза
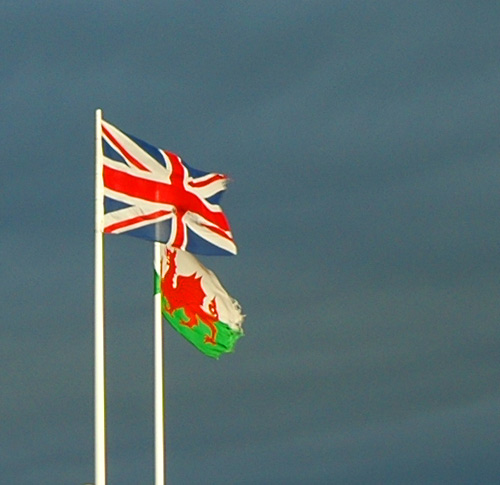
Флаг Уэльса вместе с флагом Союза
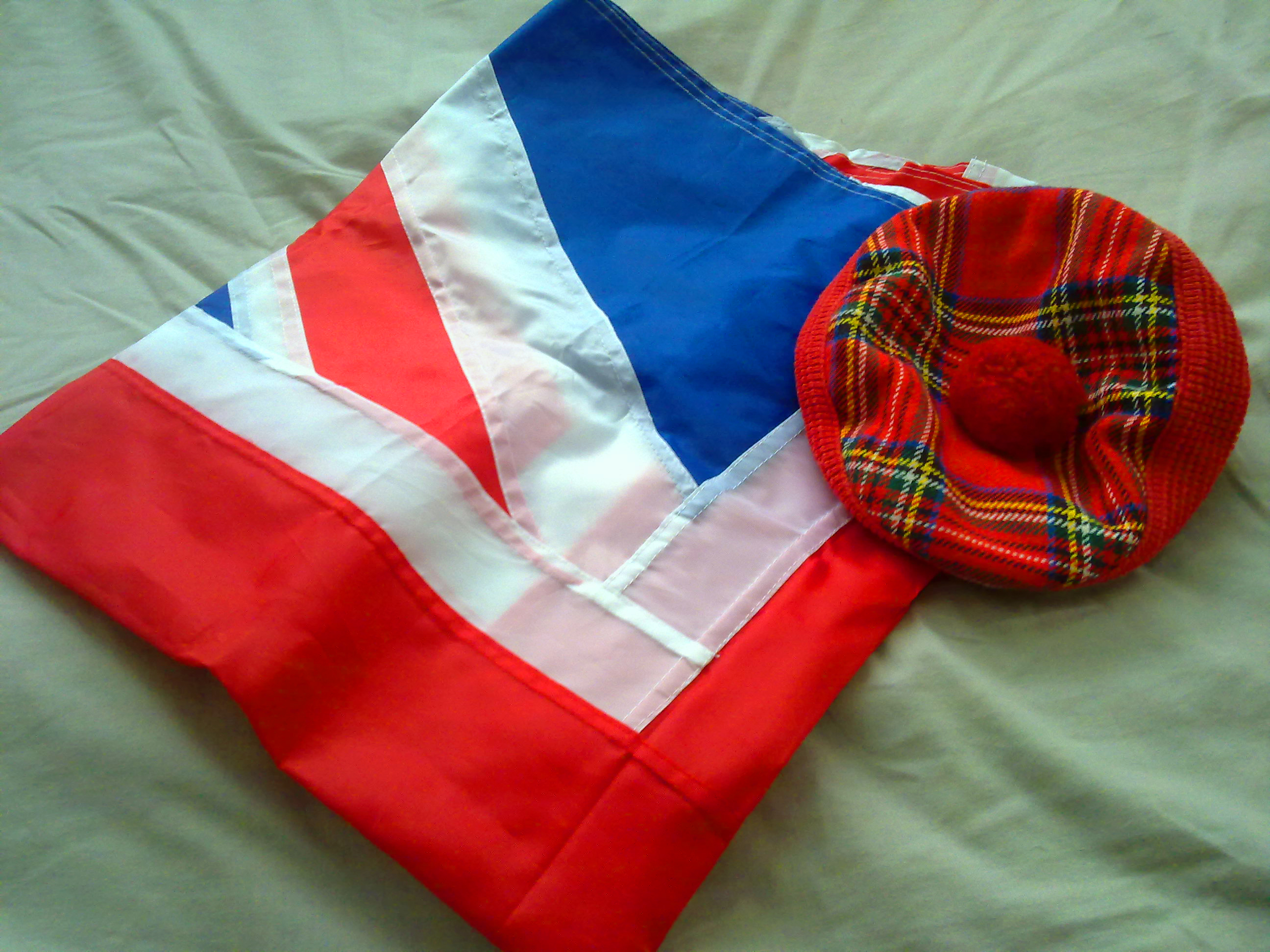
Флаг Союза и тартановый Тэм-о-шентер
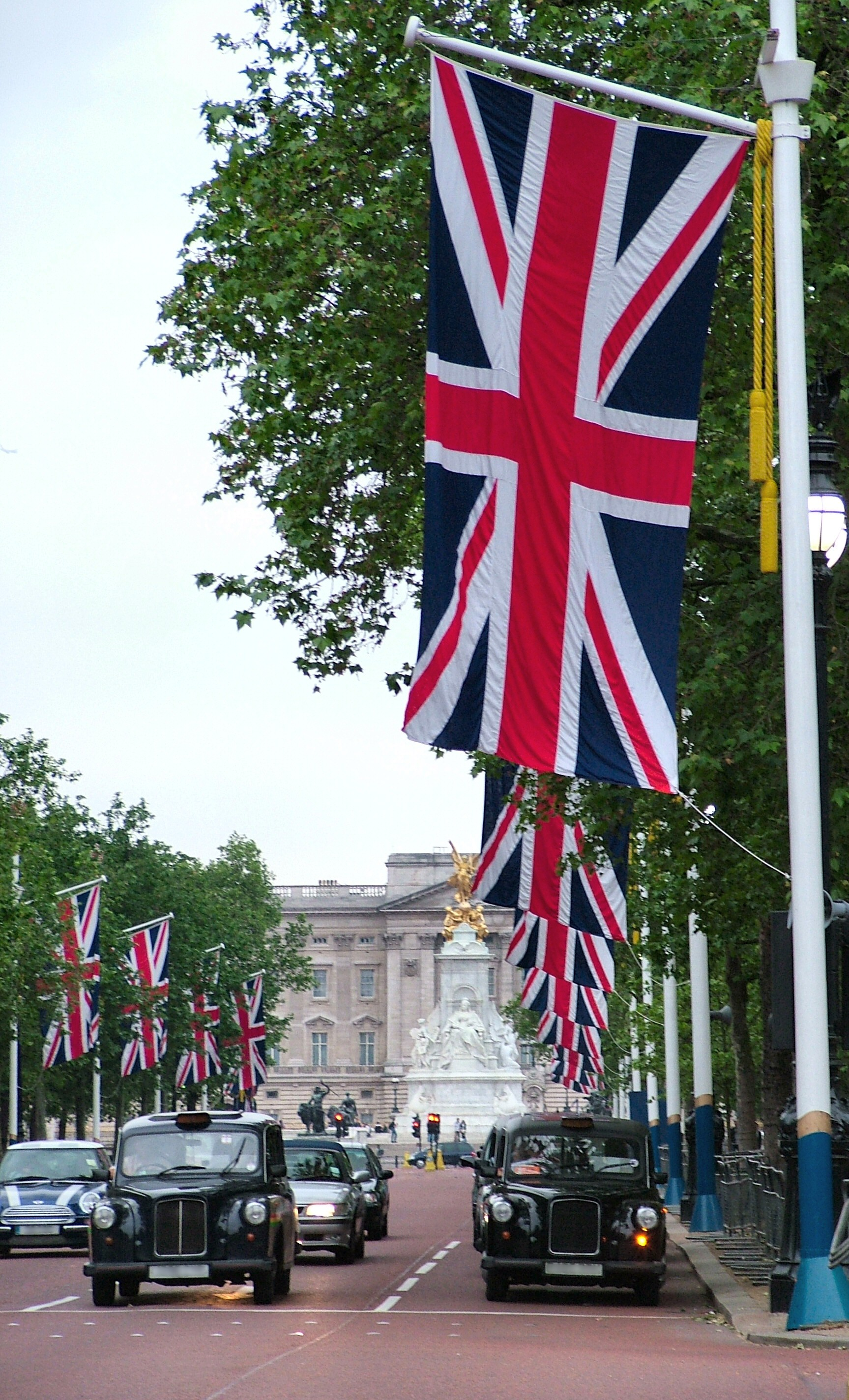
Аллея британских флагов на Мэлл-Стрит в Лондоне

## Комментарии
1. ↑  Часто утверждается, что название Юнион Джек должно использоваться исключительно в тех случаях, когда флаг используется в качестве носового флага корабля, но это относительно недавнее нововведение. С момента появления флага само Адмиралтейство часто официально называло его Юнион Джеком, независимо от вида его использования, а в 1902 году своим циркуляром Адмиралтейство объявило решение, согласно которому оба наименования могут использоваться официально. Это решение получило одобрение парламента в 1908 году, когда было заявлено, что «Юнион Джек следует рассматривать в качестве Государственного флага».
2. ↑  В связи с этим флаг Шотландии может вывешиваться неправительственными учреждениями и частными лицами по своему усмотрению, в том числе одновременно с флагом Великобритании.
3. ↑  Северная Ирландия вошла в состав Соединённого Королевства в 1921 году.